# Plastika
Plástika ali plástična mása (starogrško πλαστικός, latinizirano: plastikós, dob. 'oblikovati, ulivati') je skupno ime za vrsto sintetičnih in polsintetičnih materialov, ki jih pridobivamo s polimerizacijo organskih ogljikovih spojin. Plastičen predmet je sestavljen iz množice dolgih ogljikovih verig, ki so sestavljene iz ponavljajočih se kratkih enot. Za večino teh materialov je značilno, da se ob delovanju sile upognejo, ne da bi se zlomili – plastičnost, po čemer so dobili tudi ime. V uporabi je široka paleta plastik, ki jim ustrezna surovina, proizvodni proces in dodatki dajejo različno trdoto, elastičnost, lomljivost, termo- in kemično stabilnost. Plastika se v proizvodnem procesu obdela v že oblikovane predmete, polizdelke, vlakna ali folije. 
Zaradi plastičnosti, trpežnosti in inertnosti, predvsem pa nizke cene proizvodnje (vsaj najbolj razširjenih plastik) se uporablja za izdelavo ogromnega števila izdelkov za vsakdanjo rabo. Iz plastike so tudi tekstilna vlakna, izolacijski materiali, cevi, talne obloge in sestavine lakov, lepil ter kozmetičnih izdelkov, v elektrotehniki ohišja, izolacija in plošče za tiskana vezja, v avtomobilski industriji sestavine gum, materiali za blazinjenje, armaturne plošče, rezervoarji za gorivo in mnogi drugi predmeti.
Primer za polsintetično plastiko je celuloid, ki ga pridobivamo iz celuloze in se je včasih veliko uporabljal za izdelavo filmskih trakov.

## Pridobivanje
Večino tipov plastike pridobivamo s predelavo surove nafte. Dolge verige ogljikovodikov v rafinirani nafti razbijejo s postopkom, imenovanim kreking, v monomere. Nastane nekaj osnovnih tipov monomerov, ki jih lahko s kemično modifikacijo spremenijo v nove (npr. stiren, vinil klorid itd.) za pridobivanje različnih tipov plastike. Nato v posebnih obratih izvajajo postopek polimerizacije, pri katerem se monomeri povežejo v dolge verige. V tej fazi lahko želene lastosti materiala dodatno spreminjajo z mešanjem monomerov v različnih razmerjih, dodajanjem barvil in ognjeodpornih snovi itd. Nastali polizdelki iz polimerne smole so največkrat v obliki peletov ali kroglic.
Na koncu plastično maso segrejejo in jo z različnimi postopki oblikujejo v končni izdelek - z iztiskanjem (ekstruzijo) skozi tanke odprtine nastanejo filmi, ostalo pa najpogosteje z ulivanjem.

## Zgodovina
Prvi plastični material je leta 1839 odkril Charles Goodyear, s kemično modifikacijo naravnih polimerov (lateksa) v postopku vulkanizacije je razvil gumo. Prvi popolnoma sintetični plastični material je bil narejen iz fenola in formaldehida. Z modifikacijo postopka, ki ga je razvil Leo Hendrik Baekeland leta 1909 in ustvaril bakelit, so med drugim kasneje nastali polivinil klorid, polistiren, polietilen, polipropilen, poliamidi (najloni), poliester, akrili, silikoni ter poliuretani. Najhitrejši napredek je tehnologija izdelave plastike doživela z napredkom kemijske tehnologije po prvi svetovni vojni. Med prvimi znanilci prodora plastike v vsakdanje življenje sta bila polistiren in polivinil klorid, ki so ju iznašli v nemškem podjetju IG Farben.
Pravo senzacijo pa je v tridesetih letih prejšnjega stoletja povzročila iznajdba poliamida, bolj poznanega pod imenom najlon, v podjetju Du Pont Corporation. Zaradi agresivne promocije izdelkov iz najlona, predvsem ženskih hlačnih nogavic, je postal zelo popularen v ZDA in še danes so »najlonke« sinonim za hlačne nogavice. Med drugo svetovno vojno se je proizvodnja najlona usmerila v izdelavo ogromnega števila padal za vojake.
Cenena izdelava in možnost natančnega prilagajanja lastnosti materialov namenu sta povzročila, da je danes plastika nepogrešljiv del človeškega vsakdana.

## Najpogostejši tipi plastike in primeri njihove uporabe
V vsakdanjem življenju največkrat srečamo naslednje tipe plastike:
Polipropilen (PP): embalaža, ohišja električnih naprav, avtomobilski odbijači.
Polistiren (PS): pena za pakiranje, embalaža, pribor za enkratno uporabo, škatle za CD plošče in kasete.
Polietilen (PE): mnogo cenenih izdelkov za vsakdanjo rabo, npr. plastične vrečke, kozarčki, itd.
Polietilentereftalat (PET): plastenke za gazirane pijače, plastične posode za mikrovalovke.
Poliester (PES): tekstilna vlakna.
Poliamid (PA) (najlon): vlakna, ščetine zobnih ščetk, ribiške vrvice.
Polivinilklorid (PVC): cevi, okenski okvirji, talne obloge.
Poliuretan (PU): pena za pakiranje, toplotna izolacija, površinske prevleke.
Polikarbonat (PC): kompaktne plošče, očala, zaščitna stekla, semaforji.
Polioksimetilen (POM): avtomobilski deli
Polibutilentereftalat (PBT)

## Mikroplastika
Plastične delce velikosti od 300 mikronov do 5 milimetrov imenujemo mikroplastika, ki jo delimo na primarno in sekundarno.
Primarna mikroplastika je v obliki delcev, manjših od 5 mm. Ta je lahko namenjena nadaljnji predelavi, npr. za izdelavo plastičnih izdelkov in ima obliko npr. mikrokroglic, ki se uporabljajo kot abrazivno sredstvo za industrijo, tudi pri peskanju, ali pa za izdelke za osebno rabo, npr. v kozmetiki. 
Pod sekundarno mikroplastiko uvrščamo še manjše majhne delce plastike, ki so posledica razpada in drobljenja večjih plastičnih predmetov, med biološkimi, fizikalnimi in kemijskimi namernimi in nenamernimi procesi. Ta se lahko tvori med uporabo različnih izdelkov, npr. mikrovlakna, ki odpadejo od oblačil med uporabo ali pranjem, delci, ki nastajajo zaradi obrabe avtomobilskih pnevmatik, lahko pa je tudi stranski produkt pri proizvodnji ali predelavi plastičnih izdelkov, ali celo drugih izdelkov, kot so gradbeni materiali, materiali, ki se uporabljajo v kmetijstvu, zaradi razpada pohištva, oblačil ali različne embalaže, vključno embalaže za živila.

## Vpliv na okolje in človeka
Plastika je trpežna in kemično inertna, zato se razgrajuje zelo počasi. Odpadna plastika tako predstavlja velik delež odpadkov, ki jih producira človeštvo. V mnogih državah tako obstajajo programi za recikliranje plastike. Težava pri recikliranju plastike je, da različne snovi, ki jim s skupnim imenom pravimo »plastika«, zahtevajo ločevanje in različne postopke predelave. Ločevanje je drago, saj poteka večinoma ročno. V ta namen se plastične predmete označuje s standardnimi oznakami za tip plastike:
1. Polietilentereftalat (PET/PETE)
2. Polietilen visoke gostote (high-density polyethylene terephtalate, HDPE)
3. Polivinilklorid (PVC)
4. Polietilen nizke gostote (low-density polyethylene terephtalate, LDPE)
5. Polipropilen (PP)
6. Polistiren (PS)
7. Drugo

Težava je tudi v tem, da so mnogi predmeti sestavljeni iz delov iz različnih tipov plastike. Odvisno od termostabilnosti se plastiko pri predelavi drobi ali topi. Nekaterih tipov plastike, npr. polistirena, se v glavnem ne reciklira, saj se reciklaža ne izplača.
Plastični predmeti, odvrženi v naravi, zaradi stabilnosti predstavljajo grožnjo naravnemu okolju. Znanih je več primerov, ko so v prebavilu naplavljenih trupel morskih živali ali ptic našli kose plastike, ki so verjetno pripomogli k smrti. Zato raziskujejo biorazgradljivo plastiko, ki razpade ob delovanju UV žarkov, mikroorganizmov, vode ali drugih dejavnikov okolja.
Plastika brez dodatkov ob segrevanju razpade na ogljik in vodik, ki reagira z atmosferskim kisikom in nastane voda. Nekateri tipi plastik pa vsebujejo kemikalije za izboljšanje lastnosti, ki se sproščajo ob stiku s tekočinami (npr. pijačo) ali ob sežiganju kot plini. PVC tako vsebuje ftalate, ki lahko predstavljajo nevarnost za zdravje ljudi.